# Cilícia francesa
La Cilícia francesa fou una zona del sud-est d'Anatòlia assignada a França en virtut dels acords de Sykes-Picot de 1916 que preveien un repartiment de l'Imperi Otomà i l'acord franco-armeni de 1916 que posava les forces de la resistència armènia sota tutela de l'exèrcit francès. La seva ocupació (finals de 1918) va portar a un conflicte amb les forces nacionalistes de la Gran Assemblea Nacional (1920-1921) que van culminar amb l'acord Flanklin-Bouillon i l'evacuació final (1922)

## Antecedents
L'interès de França per Cilícia, encara que manifestat des de la campanya de Napoleó a Egipte i a Síria de 1798 a 1800, havia augmentat des de l'adquisició l'any 1909 per capitalistes francès de la immensa granja de Mercimek (Mercimek Çiftliği, 1.100 km², és a dir equivalent a Martinica) pertanyent al Sultan Abdülhamid II, en compensació d'una part dels deutes de l'Imperi Otomà. Aquesta granja, no obstant ser privada, havia estat gestionada com una granja d'Estat, en desenvolupament des de 1880, i corresponia més o menys a una banda de terra que anava dels ports de Yumurtalık i Karataş fins als voltants de Kozan i İmamoğlu

## Acords

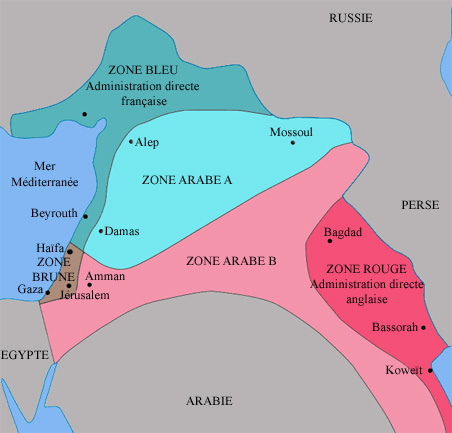
Mapa dels acords Sykes-Picot

L'exèrcit francès havia entrar a la regió el 2 de desembre de 1918, en virtut dels acords Sykes-Picot, després del armistici de Mudros. Aquests acords preveien que, a més de Síria, els francesos tindrien l'administració sobre la Anatòlia del sud, amb la plana fèrtil de Cilícia, els ports de Mersin i İskenderun (Alexandreta) i les mines de coure d'Ergani fins al nord de Mesopotàmia, que constituïen punts estratègics. D'altra part, els camps petroliers de la vilaia otomana de Mossul constituïen una prioritat absoluta pels britànics. Segons l'acord passat, les forces britàniques guardarien les ciutats d'Antep (Aïn Tab), Maraş i Urfa fins a l'arribada dels francesos que havien d'instal·lar-se en les regions d'Anatòlia del sud que els havien estat concedides en l'acord.
L'acord franco-armeni en relació amb el suport dels nacionalistes armenis del Moviment Nacional Armeni als aliats durant la Primera Guerra mundial, va ser signat el 27 d'octubre de 1916. El ministre d'afers estrangeres, Aristide Briand, va utilitzar aquesta oportunitat per proporcionar tropes per complir els compromisos francesos. La Legió Armènia havia de tenir com a comandant al general Edmund Allenby. Els armenis van combatre a Palestina i a Síria, així com a Cilícia després del armistici de Mudros. L'objectiu primer per constituir la Legió era permetre una contribució armènia al desmantellament de la regió d'Anatòlia del sud, fora de l'Imperi Otomà.

## Ocupació francesa

### Desembarcaments a la mar Negra
Després del armistici de Mudros el 20 d'octubre de 1918, la primera cosa que va fer l'exèrcit francès fou controlar les mines de carbó otomanes, estratègicament importants, en les quals França posseïa parts significatives. L'objectiu era, d'una part, prendre control d'una important font d'energia, però també, per altra part, cobrir les necessitats militars franceses. Això permetia també impedir la distribució de carbó a Anatòlia, que hauria pogut ser utilitzat per sostenir una insurrecció.
El 18 de març de 1919 dos canoneres franceses van desembarcar les seves respectives tropes en dos ports a la mar Negra, Zonguldak i Ereğli, per controlar la regió minera otomana. Confrontada a una resistència local, França va començar a retirar les seves tropes d'Ereğli el 8 de juny de 1920.

### Operacions a Tràcia i a Constantinoble
Les principals operacions en aquesta regió pretenien aportar un suport a les operacions estratègiques dels aliats. Una brigada francesa va entrar en Constantinoble el 12 de novembre de 1918. El 8 de febrer de 1919, el general Franchet de Espèrey, comandant en cap de les forces aliades d'ocupació a l'Imperi Otomà, va arribar a Constantinoble. Va coordinar les activitats del govern otomà sota l'ocupació aliada.
La ciutat de Bursa, l'antiga capital otomana de gran importància a l'Anatòlia del nord-oest, estava igualment a mans de les forces franceses, durant un curt període abans la gran ofensiva de l'exèrcit grec durant l'estiu de 1920, data en la qual la ciutat va caure a les mans dels grecs.

### Campanya de Cilícia
El primer establiment francès a Cilícia va tenir lloc el 17 de novembre de 1918 a Mersin amb una força d'aproximadament 15.000 homes, principalment dels voluntaris de la Legió Armènia, acompanyats de 150 oficials francesos. Els primers objectius d'aquest contingent eren ocupar els ports i de desmantellar l'administració otomana. El 19 de novembre, Tars fou ocupat per assegurar els voltants i preparar l'establiment d'un quarter general a Adana.
Després de l'ocupació de tota Cilícia el desembre de 1918, les tropes franceses van ocupar les províncies otomanes d'Antep (Aïn Tab), Maraş (Maraix) i Urfa a Anatòlia del sud avançat el 1919, cedides per les tropes britàniques com s'havia convingut. A l'extrem est de la zona d'ocupació del sud, la ciutat de Mardin va ser igualment ocupada durant 1 dia (el 21 de novembre de 1919.
Els governadors de Cilícia nomenats per França a la zona francesa d'ocupació del sud foren Louis Romieu (2 de desembre de 1918 l'1 de gener de 1919), Édouard Brémond (1 de gener de 1919 a setembre de 1920) i Julien Dufieux (setembre de 1920 a 23 de desembre de 1921), Julien Dufieux. A les regions ocupades, els francesos van enfrontar la resistència de la majoria turca des de primera hora, principalment perquè eren associats als objectius armenis.
Els francesos volien també instal·lar-se a Síria. Amb una pressió exercida sobre els francesos, Cilícia seria fàcilment deixada a mans dels nacionalistes turcs. Les muntanyes del Taure eren importants per Mustafa Kemal. D'altra banda els soldats francesos eren estrangers a la regió i utilitzaven una milícia armènia per obtenir les seves informacions; els turcs fins llavors havien cooperat amb les tribus àrabs de la regió. En relació amb França, Mustafa Kemal havia emès la idea que si l'amenaça grega podia ser dispersada, els francesos acceptarien una retirada.
La resistència de les forces nacionals va ser una enorme sorpresa per la França. La culpa va ser donada a les forces britàniques que no havien pas controlat el poder de resistència dels locals. L'opció estratègica d'obrir un front al sud oposant els armenis a les forces turques va fracassar després de la derrota de les forces gregues i britàniques a l'oest.
El 1er de novembre de 1919, dos dies després de la presa pels francesos de Maraş, l'incident de Sütçü Imam, nomenat així pel nom del defensor de tres dones turques fustigades i agredides al carrer per auxiliars de la Legió Armènia, fou l'element desencadenant de les tensions a la ciutat. Sütçü Imam va disparar un dels agressors i es va veure obligat a amagar-se. L'incident va desencadenar una sèrie d'esdeveniments que van portar a la majoria turca de Maraş a aixecar-se contra les forces d'ocupació, i del qual el punt culminant es va traduir per una guerrilla urbana a gran escala dos mes després de l'incident. Després de vint-i-dos dies de combat urbà, l'11 de febrer de 1920, les tropes d'ocupació franceses es van veure forçades a desallotjar Maraş, seguides de la comunitat armènia de la ciutat, sota els assalts repetits dels revolucionaris turcs. Els rebels de Maraş van continuar l'esforç de guerra prenent part a la reconquesta d'altres punts de la regió, forçant les forces franceses a retirar-se gradualment, ciutat a ciutat.

### Tractat de pau de Cilícia; final de les hostilitats
El conflicte es va acabar oficialment amb l'acord d'Ankara, signat entre els representants del Govern francès i la Gran Assemblea Nacional de Turquia el 20 d'octubre de 1921 i finalitzat per l'armistici de Mudanya.

## Retirada i moviments de població
Les forces franceses es van retirar de tota la zona d'ocupació al començament de 1922, aproximadament 10 mesos abans de l'armistici de Mudanya. A partir del 3 de gener, les tropes franceses van desallotjar Mersin i Dörtyol; el 5 de gener, Adana, Ceyhan i Tars. L'evacuació va quedar acabada el 7 de gener, quan les últimes tropes van abandonar Osmaniye.
Al començament de 1919, en col·laboració militar, les tropes franco-gregues van travessar el riu Maritsa per ocupar la ciutat de Uzunköprü a Tràcia, així com les línies de ferrocarrils fins a l'estació de Hadımköy prop de Çatalca als voltants d'Istanbul. El setembre de 1922, al final de la guerra greco-turca (1919-1922), durant la retirada dels grecs davant l'avanç dels revolucionaris turcs, les forces franceses es van retirar de les seves posicions a prop dels Dardanels mentre que els britànics estaven disposats a mantenir les seves posicions. El govern britànic va enviar una demanda de suport militar a les seves colònies. La resposta va ser negativa i els francesos van indicar als britànics la intenció dels aliats de no pas intervenir en favor de Grècia. Les tropes gregues i franceses es van retirar doncs més enllà del riu Maritsa.

## Epilog
La França va tenir millors relacions amb els turcs durant la guerra d'independència turca trencant la Triple Entente i signant un acord separat amb els revolucionaris turcs. El tractat d'Ankara o l'acord Franklin-Bouillon no van poder pas resoldre els problemes en relació amb el sandjak d'Alexandreta. No obstant això de les relacions positives, franco-turques almenys, van ser mantingudes en virtut del principi de defensa de la sobirania dels Estats. La política francesa que sostenia el moviment d'independència turc va agafar forma durant la Conferència de Lausana sobre l'abolició de les capitulacions. Les objeccions franceses durant les discussions sobre l'abolició, van ser percebudes com si la França violés la independència turca i la seva sobirania. D'altra banda el fet que el sandjak d'Alexandreta, que segons Misak-ı Milli hauria hagut d'estar inclòs a l'interior de les fronteres nacionals turques, quedava sota el control francès també va contribuir a la tensió entre els dos països. L'actitud positiva desenvolupada amb el tractat d'Ankara no descansava principalment més que sobre una base amistosa, tot i que limitada.
L'interès financer francès, a saber els deutes otomans, va ser arranjat per la jove República de Turquia, conforme al tractat de Lausana. Les temptatives de modificació de l'estructura ètnica de la regió, a l'avantatge de la minoria armènia alimentada amb nous colons, igualment hi va tenir un paper.